# Lado (socken)
Lado (kinesiska: 拉多, 拉多乡) är en socken i Kina. Den ligger i den autonoma regionen Tibet, i den sydvästra delen av landet, omkring 200 kilometer sydost om regionhuvudstaden Lhasa.
Genomsnittlig årsnederbörd är 1 300 millimeter. Den regnigaste månaden är juni, med i genomsnitt 267 mm nederbörd, och den torraste är januari, med 7 mm nederbörd.